# Gísli Eyjólfsson
Gísli Eyjólfsson (Kópavogur, 31 de mayo de 1994) es un futbolista islandés que juega en la demarcación de centrocampista para el Halmstads BK de la Allsvenskan.

## Selección nacional
El 29 de mayo de 2021 hizo su debut con la selección de fútbol de Islandia en un encuentro amistoso contra México que finalizó con un resultado de 2-1 a favor del combinado mexicano tras un doblete de Hirving Lozano para México, y un autogol de Edson Álvarez para Islandia.

## Clubes
| Club                         | País     | Año       | Partidos | Goles |
| ---------------------------- | -------- | --------- | -------- | ----- |
| Augnablik Kópavogur (cedido) | Islandia | 2012-2013 | 11       | 2     |
| KR Haukar (cedido)           | Islandia | 2014      | 18       | 1     |
| Breiðablik UBK               | Islandia | 2015-2016 | 7        | 0     |
| Víkingur Ólafsvík (cedido)   | Islandia | 2016      | 4        | 0     |
| Breiðablik UBK               | Islandia | 2016-2018 | 65       | 16    |
| Mjällby AIF (cedido)         | Suecia   | 2019      | 12       | 0     |
| Breiðablik UBK               | Islandia | 2019-2023 | 131      | 23    |
| Halmstads BK                 | Suecia   | 2024-     | 32       | 3     |